# 木戸出正継
木戸出 正継（きどで まさつぐ、1945年（昭和20年） - ）は、日本の計算機科学者、実業家。奈良先端科学技術大学院大学名誉教授。

## 経歴・人物
広島県に生まれる。1968年京都大学工学部電子工学科卒業。1970年（昭和45年）京都大学工学修士。卒業後、東京芝浦電気に入社し総合研究所研究員、同主任研究員、東芝総合企画部新規事業推進室担当部長、関西研究所所長、東芝アメリカ社副社長などを経て、2000年（平成12年）奈良先端科学技術大学院大学情報科学研究科教授となる。その間、1980年（昭和55年）工学博士（京都大学）。ほか、情報処理学会コンピュータビジョン研究会幹事、論文誌査読委員、関西支部幹事を歴任。2002年（平成14年）より情報処理学会代表会員。2006年（平成18年）電子情報通信学会情報・システムソサイエティ会長。日本産業大賞、オーム技術賞、高柳記念奨励賞、電子情報通信学会業績賞受賞などを受賞した。